# 基隆市議會
25°07′53″N 121°44′56″E / 25.1313701°N 121.7488675°E
基隆市議會是中華民國基隆市的最高立法機關，也是全市最高民意機構。目前為第20屆市議會，自2022年12月25日起就任，議長為民主進步黨籍的童子瑋，副議長為親民黨籍的楊秀玉。

## 沿革
台灣日治時代中期的1920年，台灣總督府將全台的地方制度改為「州廳制」，基隆的市中心區域依此新制度成立隸屬於台北州基隆郡的基隆街，除了設置「役場」作為行政機關外，亦首次設置「協議會」作為政務之諮詢機關。1924年，基隆街升格為州轄市，基隆街協議會也改名為基隆市協議會。雖然不具立法機關的功能，仍可視為基隆市議會的最早前身。
1945年，臺灣戰後時期開始，中華民國的地方制度開始在臺灣使用，其中包括各縣市設置參議會作為立法機關，這也是臺灣第一次在地方引進立法機關的體系。基隆市在1946年3月31日舉行第一屆參議員選舉，選出參議員共21人，並於同年4月15日就任、正式成立基隆市參議會。後因七堵、暖暖兩區自臺北縣劃歸基隆市，參議員名額增為23名；而為配合1950年開始實施的地方自治新制，參議員之任期亦由二年延長至市議會成立為止。當時會址設於中正區義二路參議巷（今義二路2巷）的「中央病院」舊址，現為基隆市立醫院門診部使用。
1950年，台灣正式實施地方自治，基隆市在該年10月1日舉行第一屆議員選舉，選出議員共15人，後於該年同月24日就任，基隆市參議會也正式改制為基隆市議會。1961年12月27日，基隆市議會遷至毗鄰中正公園之壽山路現址。後因原有建物日漸老舊，基隆市議會於2000年10月23日動工重建議會大樓，改建期間暫遷於中正區信二路301號（信二路立體停車場）3樓。重建後的基隆市議會大樓分為A、B兩棟，於2003年4月6日完工、同年4月23日正式啟用。
2013年5月16日，基隆市議會為抗議廣大興28號事件，自行宣布休會一天。

## 組織
基隆市議會的組織配置如下：
- 議長（由應屆議員互選出一人擔任）
  - 副議長（由應屆議員互選出一人擔任）
    - 議員
      - 議事單位（包括大會、委員會、專案小組）
      - 行政單位（由秘書長領導）

### 議事單位
- 大會

1. 定期會：每5個月開會一次，每次會期為30日。主要功能為決議法案（三讀）、與審議市政府年度之總預算案。如有必要，得應市長或由議長之請求、或議員三分之一以上連署，經大會決議後延長會期，但不得超過5日。
2. 臨時會：如市長、議長或議員三分之一以上連署之請求須開會時，議長應於10日內召集之，每次會期不得超過5日，每一年不得超過6次。

- 委員會
  - 審查委員會：議會開會期間設置，均置召集人一人，副召集人二人，審查委員由議員相互推選，並由財政委員會召集人擔任聯席審查會主席，審查預算案及決算報告暨各項提案。現設有4個：
    - 民政委員會
    - 財政委員會
    - 建設委員會
    - 教育委員會

  - 程序委員會：審定議事組編擬之議事日程及議案彙編，由各審查委員會召集人為委員，議長為當然委員兼召集人。
  - 紀律委員會：為維持議事紀律而設，審議懲戒案件，委員由議員相互推選召集人由委員推選之。

- 專案小組：議會對於職權內事項，認為專案研究或對外收集資料之必要時，得經大會通過組成專案小組，以便專案研究或對外收集資料提報大會。

### 行政單位
- 秘書長（常任職）
  - 機要秘書（常任職）
    - 議事組
    - 總務組
    - 公關室
    - 會計室
    - 人事室

## 議員選區及本屆議員
基隆市議會議員由公民直選產生，第二十屆基隆市議員任期由2022年12月25日到2026年12月24日。

### 一般選區
| 選舉區   | 範圍   | 席次 | 政黨               | 議員   | 備註                                     |
| -------- | ------ | ---- | ------------------ | ------ | ---------------------------------------- |
| 第一選區 | 中正區 | 4    | 中國國民黨         | 藍敏煌 |                                          |
| 第一選區 | 中正區 | 4    | 民主進步黨         | 張顥瀚 |                                          |
| 第一選區 | 中正區 | 4    | 中國國民黨→無黨籍  | 呂美玲 | 2023年7月28日宣布退黨。                  |
| 第一選區 | 中正區 | 4    | 民主進步黨         | 許睿慈 |                                          |
| 第二選區 | 信義區 | 4    | 中國國民黨         | 韓世昱 |                                          |
| 第二選區 | 信義區 | 4    | 民主進步黨         | 陳軍佐 |                                          |
| 第二選區 | 信義區 | 4    | 中國國民黨         | 何淑萍 |                                          |
| 第二選區 | 信義區 | 4    | 民主進步黨         | 陳宜   |                                          |
| 第三選區 | 仁愛區 | 4    | 民主進步黨         | 童子瑋 | 議長                                     |
| 第三選區 | 仁愛區 | 4    | 中國國民黨         | 曾紀嚴 |                                          |
| 第三選區 | 仁愛區 | 4    | 民主進步黨         | 鄭文婷 |                                          |
| 第三選區 | 仁愛區 | 4    | 中國國民黨→無黨籍  | 張芳麗 | 議長選舉跑票後退黨，亦被國民黨開除黨籍。 |
| 第四選區 | 中山區 | 4    | 民主進步黨         | 施偉政 |                                          |
| 第四選區 | 中山區 | 4    | 中國國民黨         | 宋瑋莉 |                                          |
| 第四選區 | 中山區 | 4    | 親民黨→ 中國國民黨 | 郭美秀 | 2023年7月7日重返國民黨。                 |
| 第四選區 | 中山區 | 4    | 民主進步黨         | 張秉鈞 | 2025年3月6日解職。                       |
| 第五選區 | 安樂區 | 7    | 中國國民黨         | 林沛祥 | 2024年2月1日當選立法委員，辭職。         |
| 第五選區 | 安樂區 | 7    | 中國國民黨         | 鄭愷玲 |                                          |
| 第五選區 | 安樂區 | 7    | 中國國民黨         | 俞參發 |                                          |
| 第五選區 | 安樂區 | 7    | 民主進步黨         | 吳驊珈 |                                          |
| 第五選區 | 安樂區 | 7    | 中國國民黨         | 秦鉦   |                                          |
| 第五選區 | 安樂區 | 7    | 民主進步黨         | 張之豪 |                                          |
| 第五選區 | 安樂區 | 7    | 民主進步黨         | 洪森永 |                                          |
| 第六選區 | 暖暖區 | 3    | 無黨籍             | 林旻勳 |                                          |
| 第六選區 | 暖暖區 | 3    | 中國國民黨         | 連恩典 |                                          |
| 第六選區 | 暖暖區 | 3    | 無黨籍             | 陳冠羽 |                                          |
| 第七選區 | 七堵區 | 4    | 無黨籍             | 張耿輝 |                                          |
| 第七選區 | 七堵區 | 4    | 中國國民黨         | 蔡旺璉 |                                          |
| 第七選區 | 七堵區 | 4    | 親民黨             | 楊秀玉 | 副議長                                   |
| 第七選區 | 七堵區 | 4    | 民主進步黨         | 曾怡芳 |                                          |

### 原住民選區
| 選舉區   | 範圍 | 席次 | 政黨   | 議員   | 備註       |
| -------- | ---- | ---- | ------ | ------ | ---------- |
| 第八選區 | 全市 | 1    | 無黨籍 | 陳明建 | 平地原住民 |

## 政黨席次及黨團幹部
| 政黨           | 政黨           | 黨團領袖                                       | 參政議員                                       | 席次 |
| -------------- | -------------- | ---------------------------------------------- | ---------------------------------------------- | ---- |
| 中國國民黨黨團 | 中國國民黨黨團 | 於第四屆第一會期決定                           |                                                | 11   |
|                | 中國國民黨     | 於第四屆第一會期決定                           | 該黨黨籍議員                                   | 11   |
| 民主進步黨黨團 | 民主進步黨黨團 | 總召：鄭文婷                                   |                                                | 11   |
|                | 民主進步黨     | 總召：鄭文婷                                   | 該黨黨籍議員                                   | 11   |
|                | 親民黨         | 楊秀玉                                         | 楊秀玉                                         | 1    |
|                | 無黨籍         | 林旻勳、陳冠羽、張耿輝、陳明建、呂美玲、張芳麗 | 林旻勳、陳冠羽、張耿輝、陳明建、呂美玲、張芳麗 | 6    |
| 總席次         | 總席次         | 總席次                                         | 總席次                                         | 29   |

## 歷任正副議長
| 屆別     | 議長          | 議長       | 副議長        | 副議長     | 備註               |
| 屆別     | 姓名          | 黨籍       | 姓名          | 黨籍       | 備註               |
| -------- | ------------- | ---------- | ------------- | ---------- | ------------------ |
| 第一屆   | 黃樹水        | 中國國民黨 | 楊阿壽        | 中國國民黨 |                    |
| 第二屆   | 黃樹水        | 中國國民黨 | 蘇德良        | 中國國民黨 |                    |
| 第三屆   | 黃樹水        | 中國國民黨 | 楊阿壽        | 中國國民黨 |                    |
| 第四屆   | 黃樹水        | 中國國民黨 | 簡林朝波      |            |                    |
| 第五屆   | 蘇德良→林太郎 | 中國國民黨 |               |            |                    |
| 第六屆   | 林太郎        | 中國國民黨 | 賴枝萬        |            |                    |
| 第七屆   | 林太郎        | 中國國民黨 | 王滄江        |            |                    |
| 第八屆   | 林太郎        | 中國國民黨 | 蔡火炮→吳邦彥 |            |                    |
| 第九屆   | 林太郎        | 中國國民黨 | 游永光        |            |                    |
| 第十屆   | 謝修平        | 中國國民黨 | 余永杰        |            |                    |
| 第十一屆 | 郭民通        | 中國國民黨 | 杜卻          |            |                    |
| 第十二屆 | 許財利        | 中國國民黨 | 郭民通        | 中國國民黨 |                    |
| 第十三屆 | 許財利        | 中國國民黨 | 杜張秀鳳      |            |                    |
| 第十四屆 | 許財利        | 中國國民黨 | 曾水源        | 中國國民黨 |                    |
| 第十五屆 | 張通榮        | 中國國民黨 | 曾水源        | 中國國民黨 |                    |
| 第十六屆 | 張通榮        | 中國國民黨 | 曾水源        | 中國國民黨 | 議長轉任基隆市市長 |
| 第十六屆 | 張芳麗        | 中國國民黨 | 曾水源        | 中國國民黨 | 議長補選           |
| 第十七屆 | 黃景泰        | 中國國民黨 | 曾水源→宋瑋莉 | 中國國民黨 |                    |
| 第十八屆 | 宋瑋莉        | 中國國民黨 | 蔡旺璉        | 中國國民黨 |                    |
| 第十九屆 | 蔡旺璉        | 中國國民黨 | 林沛祥        | 中國國民黨 |                    |
| 第二十屆 | 童子瑋        | 民主進步黨 | 楊秀玉        | 親民黨     |                    |

## 來源
1. 1 2 3 4  基隆市議會-議會簡介 的存檔，存档日期2013-06-22.
2. ↑  基隆市議會宣佈停會抗議菲國蠻橫 - 基隆市議會新聞稿 2013.05.16 的存檔，存档日期2013-12-16.
3. ↑  俞肇福. . 自由時報. 2023-07-28  [2023-07-28]. （原始内容存档于2023-08-01）.
4. ↑  . 中時新聞網.   [2023-01-02]. （原始内容存档于2023-01-02） （中文（臺灣））.
5. ↑  盧賢秀. . 自由時報. 2023-07-08  [2023-07-08]. （原始内容存档于2023-07-23）.
6. ↑  謝幸恩. . 中央社. 2025-03-06  [2025-03-06]. （原始内容存档于2025-03-18）.

## 外部連結
- 基隆市議會 （页面存档备份，存于）（中文）